# Petzenkirchen
Petzenkirchen ist eine Marktgemeinde mit 1612 Einwohnern (Stand 1. Jänner 2024) im Bezirk Melk in Niederösterreich.

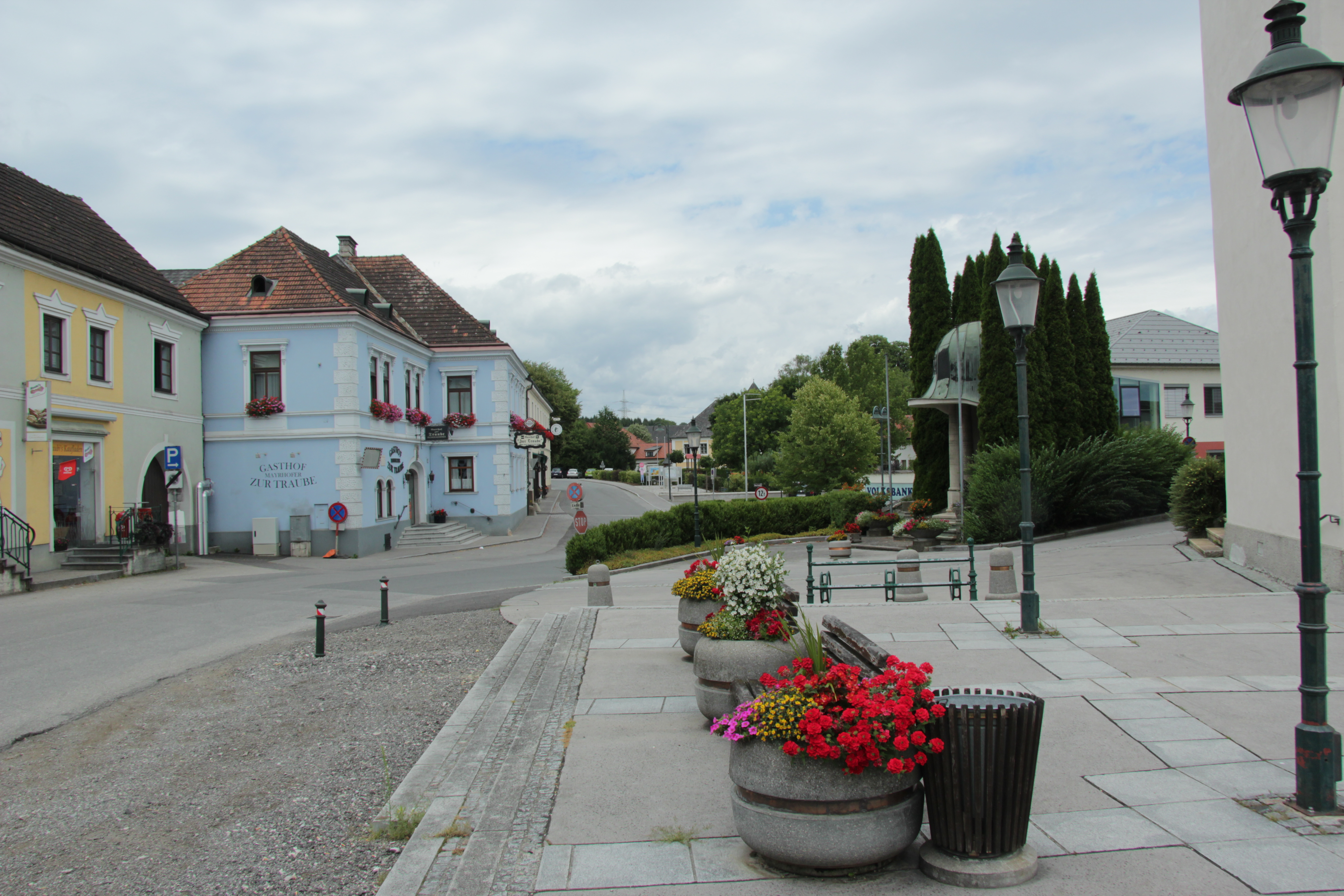
Der Kirchenplatz in Petzenkirchen

## Geografie
Petzenkirchen liegt im Mostviertel in Niederösterreich im Tal der Erlauf. Die Fläche der Marktgemeinde umfasst rund drei Quadratkilometer. Mehr als die Hälfte der Fläche wird landwirtschaftlich genutzt, vierzehn Prozent sind Gärten, sechs Prozent der Fläche sind bewaldet.

### Gemeindegliederung
Es existieren keine weiteren Katastralgemeinden außer Petzenkirchen. Zwei weitere Ortsteile sind Breiteneich und Fohra
Das Gemeindegebiet umfasst folgende Ortsteile (in Klammern Einwohnerzahl Stand 1. Jänner 2022):
- Petzenkirchen (1011)
- Breiteneich (455)
- Fohra (35)

### Nachbargemeinden
|                              |                                             | Bergland ∗ |
|                              | Kompassrose, die auf Nachbargemeinden zeigt |            |
| Wieselburg ∗ (Bez. Scheibbs) |                                             |            |

∗ Wieselburg und Petzenkirchen sind zwischen Wieselburg-Land und Bergland eingebettet, sodass letztere beinahe allseits angrenzt

## Geschichte
Das Gebiet von Petzenkirchen war schon in der Steinzeit besiedelt. Das zeigen Funde von Steinbeilen. Aus der Kupferzeit stammt ein Flachbeil, ebenso zeugen Gegenstände aus der Römerzeit von einer Besiedlung nach der Jahrtausendwende.
Da Petzo/Pezzo eine Kurzform von Berengar ist, nimmt man an, dass Ort und Pfarre Petzenkirchen vom Bischof Berengar gegründet wurden. Er war Bischof von Passau von 1013 bis 1045. Die erste urkundliche Erwähnung stammt aus dem Jahr 1159. Hierin werden die Nutzungsrechte der Kirche Pezinchirchen an das Passauer Domkapitel übertragen. Die Pfarre reichte von den Voralpen bis ins südliche Waldviertel. Früh schon wurden Pöchlarn und Steinakirchen, um 1160 St. Oswald und Marbach ausgegliedert. Nachdem auch Gottsdorf, Ybbs und Ferschnitz eigene Pfarren wurden, blieb im 13. Jahrhundert noch das Gebiet von Petzenkirchen mit dem Vikariat Purgstall und dem größten Teil von Wieselburg.
Im Jahr 1285 wird Daniel von Petzenkirchen als Bürge einer Urkunde genannt. Deshalb nimmt man an, dass das Schloss Petzenkirchen bereits um 1200 erbaut wurde. Im Jahr 1367 wird der Ritter Hans Hager zu Petzenkirchen genannt. In den folgenden Jahrhunderten wechselten die Besitzer mehrfach, 1823 kaufte Kaiser Franz I. das Schloss. Als Rechtsnachfolger wurde schließlich die Republik Österreich Eigentümerin und nutzt es heute als Räumlichkeit für das Bundesamt für Wasserwirtschaft.
Ein Platz in der Gemeinde ist heute noch nach einem ehemaligen SS-Offizier und NSDAP-Mitglied (bis in die 1970er-Jahre Gemeindearzt) benannt.

## Kultur und Sehenswürdigkeiten

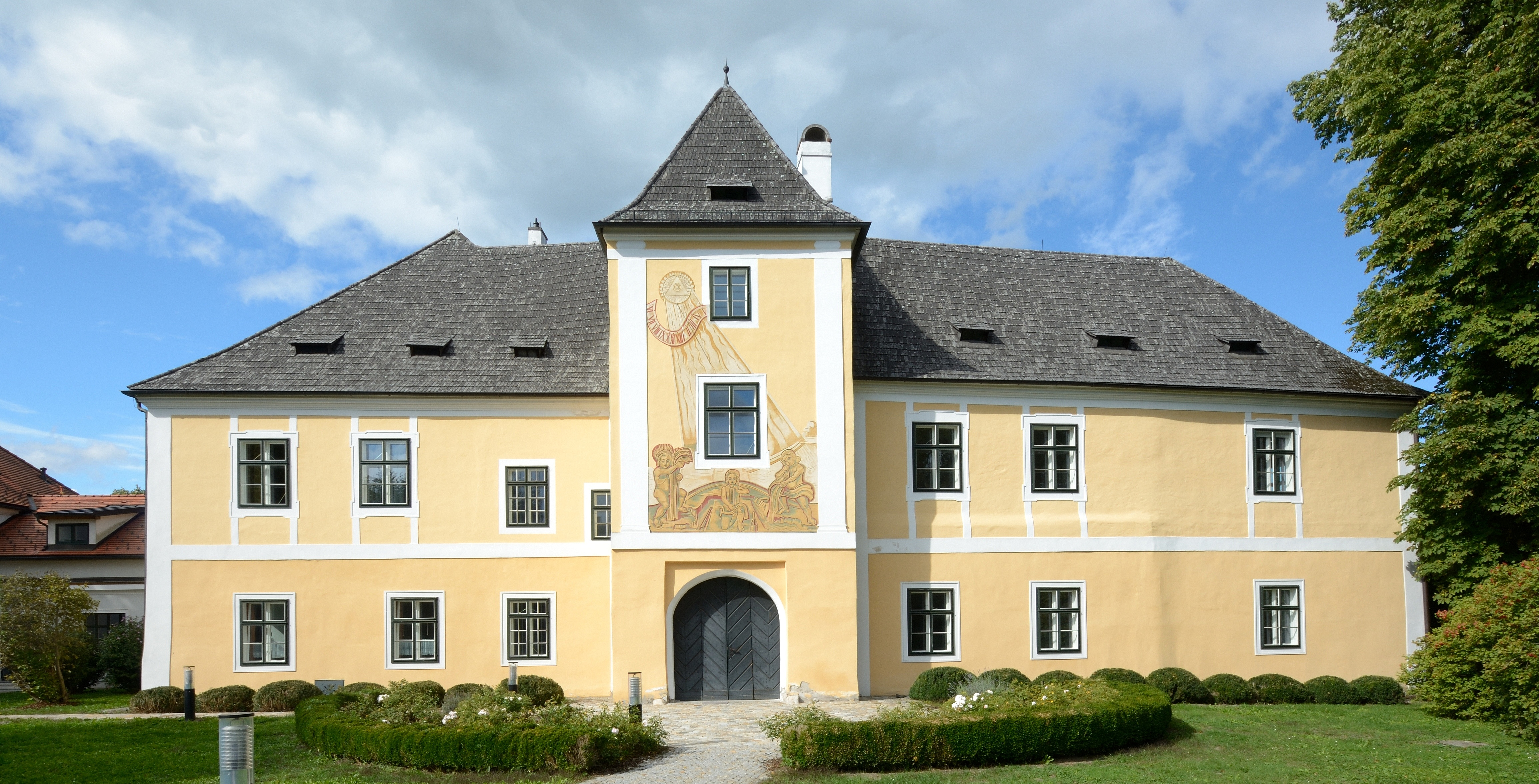
Schloss Petzenkirchen

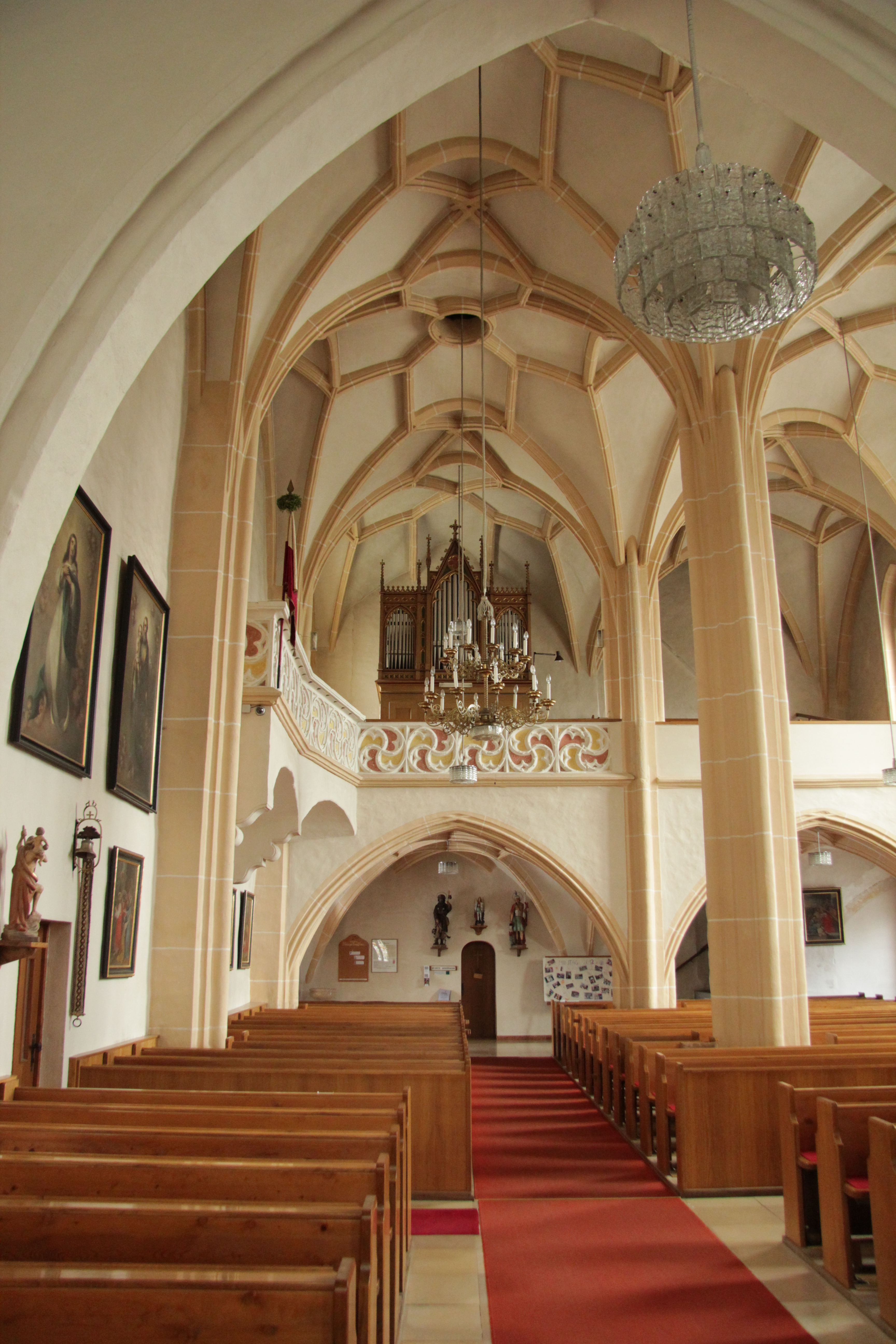
Pfarrkirche Petzenkirchen

- Schloss Petzenkirchen: Das Schloss war ursprünglich von einem Wassergraben umgeben. Seit 1945 wird das Schloss von einer Dienststelle des Bundesministeriums für Land- und Forstwirtschaft, dem Institut für Kulturtechnik und Bodenwasserhaushalt genutzt.[6] In den Jahren 1953 und 1987 wurde das Schloss durch Zubauten erweitert. Von 1998 bis 2002 wurde der Gebäudekomplex umfassend renoviert.
- Katholische Pfarrkirche Petzenkirchen hl. Stephanus

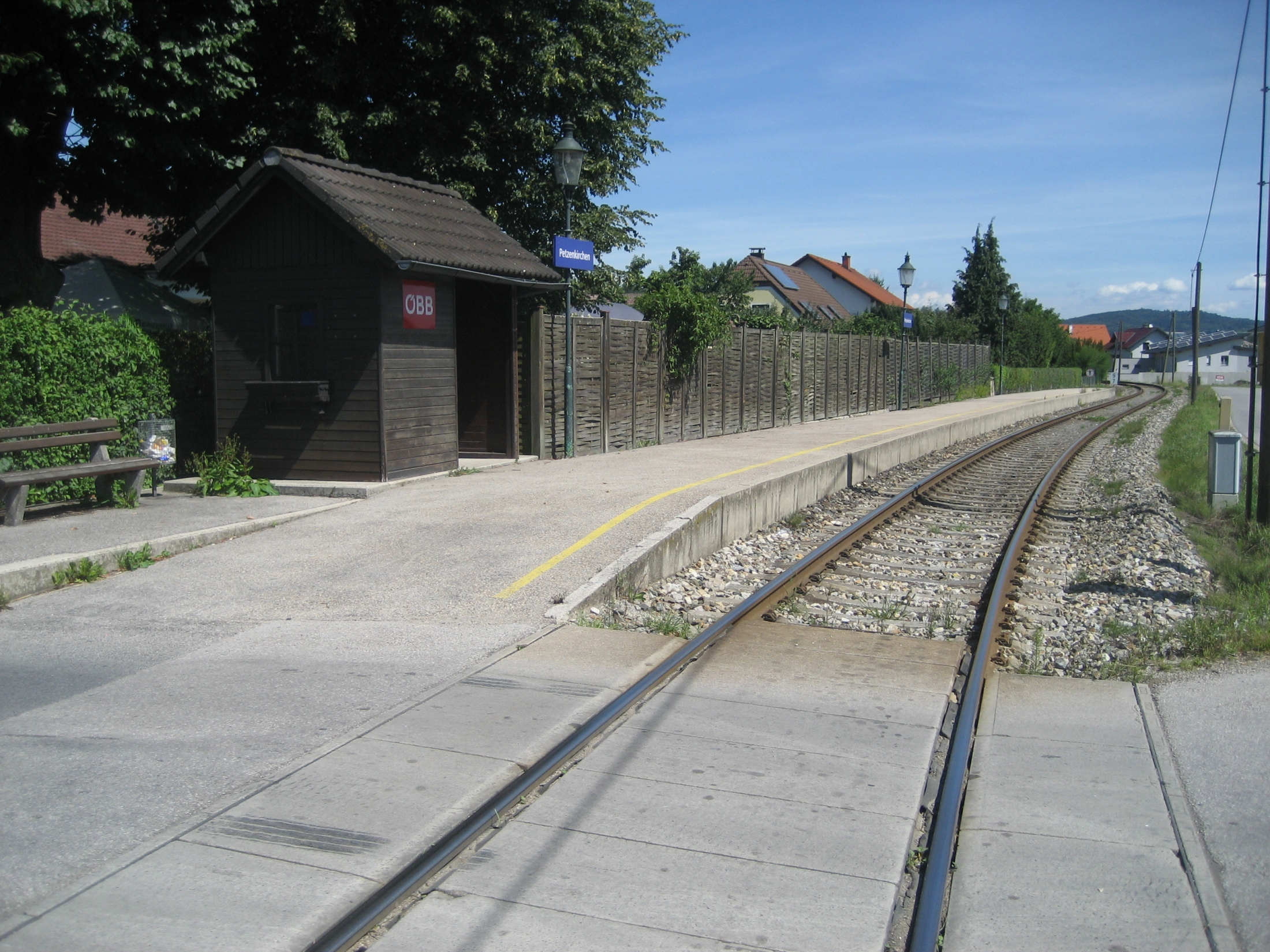
Haltestelle Petzenkirchen

## Wirtschaft und Infrastruktur

### Wirtschaftssektoren
Von den neun landwirtschaftlichen Betrieben des Jahres 2010 wurden zwei im Haupt- und sieben im Nebenerwerb geführt. Im Jahr 2011 waren 681 Erwerbstätige im Produktionssektor beschäftigt, davon fast neunzig Prozent im Bereich Herstellung von Waren. Die größten Arbeitgeber im Dienstleistungssektor waren die Bereiche soziale und öffentliche Dienste (70), Beherbergung und Gastronomie (34), Verkehr (26) und freiberufliche Dienstleistungen (24 Erwerbstätige).
| Wirtschaftssektor            | Anzahl Betriebe | Anzahl Betriebe | Erwerbstätige | Erwerbstätige |
| Wirtschaftssektor            | 2011            | 2001            | 2011          | 2001          |
| ---------------------------- | --------------- | --------------- | ------------- | ------------- |
| Land- und Forstwirtschaft 1) | 9               | 9               | 8             | 9             |
| Produktion                   | 18              | 13              | 681           | 386           |
| Dienstleistung               | 50              | 35              | 180           | 186           |

1) Betriebe mit Fläche in den Jahren 2010 und 1999

### Arbeitsmarkt, Pendeln
Im Jahr 2011 lebten 682 Erwerbstätige in Petzenkirchen. Davon arbeiteten 145 in der Gemeinde, mehr als drei Viertel pendelten aus.

### Bildung
In Petzenkirchen befindet sich ein Kindergarten und eine Volksschule.

### Verkehr
- Bahn: Petzenkirchen liegt an der Erlauftalbahn.

## Politik

### Gemeinderat
| Der Gemeinderat hat 19 Mitglieder. - Mit den Gemeinderatswahlen in Niederösterreich 1990 hatte der Gemeinderat folgende Verteilung: 13 SPÖ, und 6 ÖVP. - Mit den Gemeinderatswahlen in Niederösterreich 1995 hatte der Gemeinderat folgende Verteilung: 13 SPÖ, und 6 ÖVP. - Mit den Gemeinderatswahlen in Niederösterreich 2000 hatte der Gemeinderat folgende Verteilung: 12 SPÖ, und 7 ÖVP. - Mit den Gemeinderatswahlen in Niederösterreich 2005 hatte der Gemeinderat folgende Verteilung: 12 SPÖ, und 7 ÖVP. - Mit den Gemeinderatswahlen in Niederösterreich 2010 hatte der Gemeinderat folgende Verteilung: 13 SPÖ, 5 ÖVP, und 1 FPÖ. - Mit den Gemeinderatswahlen in Niederösterreich 2015 hatte der Gemeinderat folgende Verteilung: 11 SPÖ, 6 ÖVP, und 2 FPÖ. - Mit den Gemeinderatswahlen in Niederösterreich 2020 hat der Gemeinderat folgende Verteilung: 11 Liste KERN–Gemeinsam für Petzenkirchen, 7 offene ÖVP-Liste Petzenkirchen und 1 FPÖ. | Hier fehlt eine Grafik, die leider im Moment aus technischen Gründen nicht angezeigt werden kann. Wir arbeiten daran! |

### Bürgermeister
- Seit 1996 ist Lisbeth Kern (* 1956, SPÖ) Bürgermeisterin.[19]

### Partnergemeinde
Seit 1983/84 hat Petzenkirchen die niedersächsische Gemeinde Ahlshausen-Sievershausen (Stadt Einbeck) als Partnergemeinde.

## Persönlichkeiten

### Söhne und Töchter der Gemeinde
- Andreas Zettel (1886–1957), Amtsleiter der AK, Politiker und Abgeordneter zum Landtag von Niederösterreich

### Mit der Gemeinde verbundene Persönlichkeiten
- Martina Kaiser (* 1970), Radio- und Fernsehmoderatorin sowie DJane, Popsängerin und Songwriterin
- Günther Sidl (* 1975), Politiker (SPÖ), bis 2018 Gemeinderat